# Jeff Jenkins
Jeffrey Jenkins, (nacido el 24 de abril de 1962 en Orangeburg, Carolina del Sur) es un exjugador de baloncesto estadounidense. Con 2.02 de estatura, su puesto natural en la cancha era el de pívot. 